# Mezopotámia

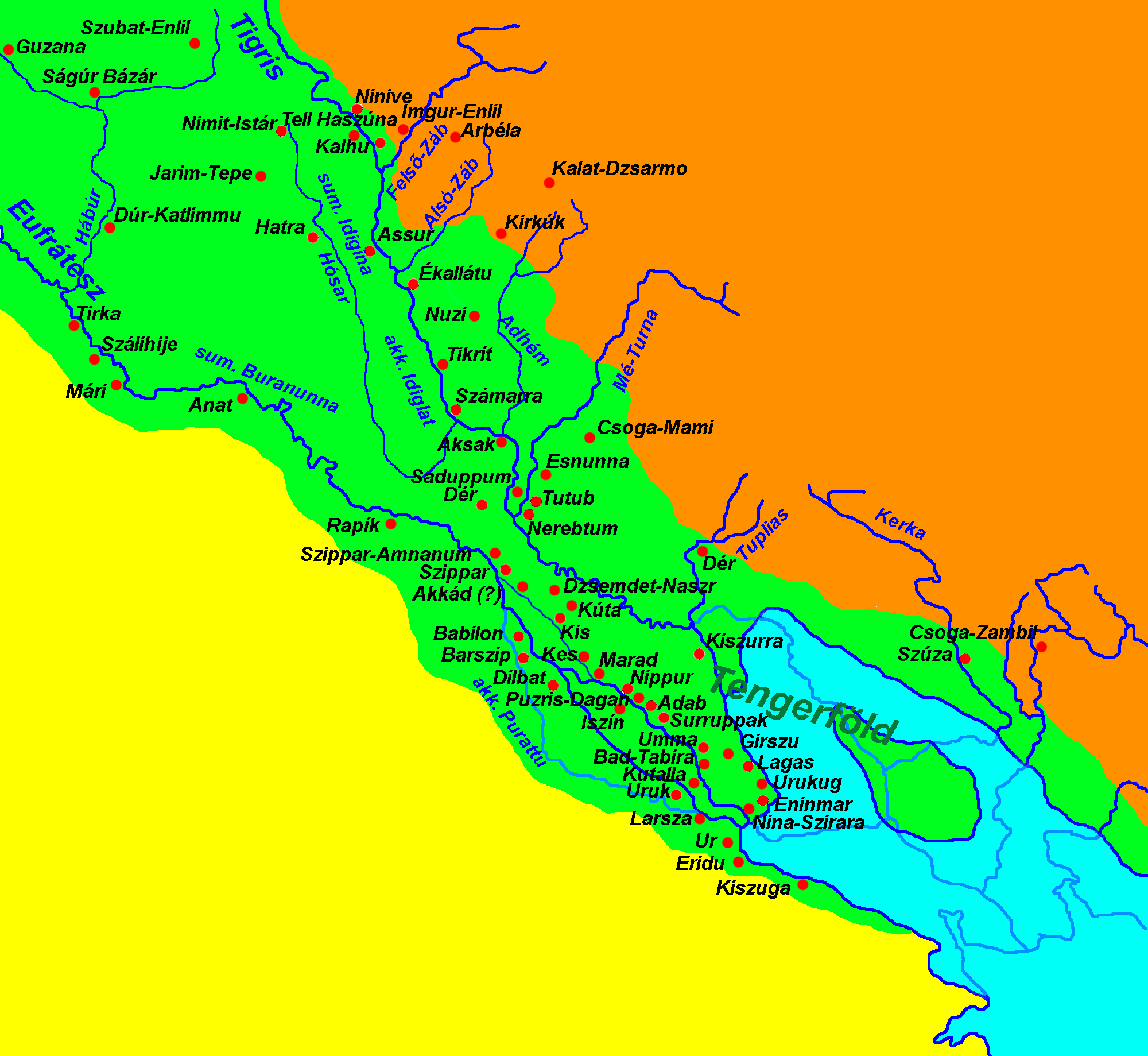
Az ókori Mezopotámia térképe

Mezopotámia (görögül: Μεσοποταμία, az óperzsa Miyanrudan („a folyók közötti ország”) fordításából; arámi elnevezése Beth-Nahrain, vagyis a („Két folyó háza”) egy közel-keleti terület volt az ókorban. Mezopotámia folyóközt jelent. Földrajzi értelemben egy hordalékkal feltöltött síkság volt, amely a Tigris és az Eufrátesz folyók között feküdt, és felölelte a mai Irak, továbbá Törökország és Szíria egy részét. 

Mezopotámia a világ egyik legrégibb civilizációja, a globális emberi civilizáció egyik bölcsője volt.
A Mezopotámiából előkerült írásforma (Uruk, mai Warka, uruki archaikus szövegek) közismerten a legősibb a világon, mellyel Mezopotámia elnyerte a civilizáció bölcsője elnevezést. A sumer ékírás párhuzamosan született az egyiptomi hieroglifákkal, és még néhány régebbi felirat is ismert, mely valószínűleg az írások őse lehet (Nagada-kultúra).
Mezopotámiát számos ókori civilizáció benépesítette és meghódította, elsőként a sumerek, majd akkádok, babilóniaiak, asszírok, perzsák, hettiták és médek. Itt fontos megemlíteni, hogy az ókori Mezopotámiával kapcsolatos események dátumai még mindig vitatottak, és a dátumozásnak számos különböző módszere és meghatározása van. Az alábbiakban a legáltalánosabban elfogadott feltételezések vannak felsorolva.

## Földrajzi adottságok
Mezopotámia a Tigris és az Eufrátesz folyók közében található sivatagos-félsivatagos területen helyezkedik el. A táj és az éghajlat a kainozoikumi eljegesedés óta jelentősen megváltozott. Mintegy 10 000 évvel ezelőtt a Perzsa-öböl lényegesen rövidebb és keskenyebb, az Eufrátesz körülbelül 150 km-rel hosszabb volt. Talán összefolyt a Tigrissel, csakúgy, mint ma. Az éghajlat csapadékosabb volt, a két folyamba balról a Zagrosz folyói torkolltak, jobbról pedig egy mára kiszáradt folyó vitte az Arab-félsziget középhegységének, a mai Nedzsdnek a csapadékát. A jégkor vége az Arab-félsziget kiszáradásával és a tengerszint emelkedésével járt, így a folyók vízhozama lecsökkent, a Perzsa-öböl pedig kiterjedt. Az északi vége messze túlnyúlt a mai partokon, a Tigris, az Eufrátesz és a korábbi bal oldali mellékfolyók már nem folytak össze. Ezek a folyók az azóta eltelt évezredekben ismét megrövidítették a Perzsa-öblöt, feltöltve annak végét.
A területet keleti és északi oldalról középhegységek, délről nádban és agyagban gazdag mocsaras alföldek határolták. Mezopotámiát belül sok folyó keresztezi, így az egyébként csapadékban szegény földek is megművelhetővé váltak. A folyók áradását csatornarendszer kiépítésével használták ki, így ezek minden évben iszapot terítettek szét partjaik mentén, ami kiváló termőföldnek bizonyult. A folyamok mellett főleg gyümölcsöket, zöldségeket és gabonát termeltek, valamint itt alakult ki az állattenyésztés (főleg juh és szarvasmarha). A folyóközben nem, hanem egyedül a szélső hegységekben találhatóak meg a további nyersanyagok, mint például a fémek, a fa, és a kő, így ezeket hosszas szállítással, vagy kereskedelem útján lehetett beszerezni.

## Történelme

### Őskor és írott történelem előtt
- Tell Halaf-kultúra (i. e. 6100–5400 k.)
- Ubaid-kultúra (i. e. 5900–4300 k.)
- Uruk-kultúra (i. e. 4300–3100 k.)

A termékeny félholdon számos különböző kultúra telepedett meg a Würm-glaciális utáni időkben (kb. 12–7000 éve). Ekkorra tehető a Tell Halaf-kultúra; az El Obeid-kultúra és az első uruki kultúra. Általánosságban véve a teljes társadalom kifejlődése 6000-re tehető; akkorra Jerikó már öntözőrendszerrel ellátott nyüzsgő város volt.

### SumerésAkkád
- Dzsemdet Naszr-kor (i. e. 3100–2900 k.)
- Meszilim-kor (i. e. 2600 k.)
- Ur I. és Lagas (i. e. 2500–2350 k.)
- Akkád-kor (i. e. 2350–2150 k.)
- Sumer reneszánsz (i. e. 2150–1920 k.)

#### Az első bevándorlók: sumerek
Nehéz meghatározni, hogy honnan jöhettek a sumerek, mivel a sumer nyelvet a történeti nyelvészet utód nélkül kihaltnak tartja, az adott korban pedig írásbeliség nélküli nyelvekkel nem lehet összehasonlítani. Az első bizonyosan tőlük származó emlékek a Dzsemdet Naszr-korban keletkeztek. Mitológiájuk számos esetben utal a környező területre, de kisebb jelek mutatnak őshazájukra is. Ebből a korból valók az első kocsik, amik fennmaradtak. A Tepe Gawrában folyt ásatások során kerültek elő.

#### Új közigazgatási forma, az állam
Mezopotámia korabeli központi síkságán sivatagok és mocsarak váltották egymást, amelyeket sem öntözéssel, sem lecsapolással nem voltak képesek termőre fordítani. Így két nagy településcsoport jött létre. Az egyik a tengerparti és ahhoz közeli városok, amelynek határa Nippur környékén volt. Ez a későbbi Sumer területe. Ezektől tágas, nyílt síkságokkal elválasztva a másik csoport Babilontól és Kistől kezdődően. Ez utóbbi körzetben telepedtek meg először az akkádok, és ez lett a későbbi Akkád területe. Ez a földrajzi elhatároltság a korabeli körülmények között nagyban megnehezítette az egységes állam kialakítását.
A lakóházak egy központi épület köré, a templom köré épültek. Idővel ezekből a központokból városok fejlődtek, amelyeket fallal vettek körül. Ez nem csak azt jelezte, hogy elfogytak a környező legelők, szabad földek, hanem azt is, hogy megszületett egy új igazgatási forma, az állam. Az öntözéses földművelésen alapuló gazdaság irányítását és a város védelmét meg kellett szervezniük. Ezeket a feladatokat látták el a királyok, hivatalnokok. A későbbiekben ezeket a bonyolultabb tevékenységeket már csak despotikus módon lehetett irányítani. A király despotává vált.
Az i. e. 4. évezred közepére a különböző városállamok már nagy hatalommal rendelkeztek. Eridu, Uruk, Ur, Lagas és Girszu voltak a legfontosabb társadalmi központok. A mitológia szerint Uruk adott otthont az egyik leghíresebb mezopotámiai hősnek, Gilgamesnek.
A termelés a templomgazdaságokban (ami annyit tesz hogy a gazdáknak az összes termékét le kellett adnia egy templomba, és az uralkodók arányosan szétosztották a családokban/házakban), és kisebb paraszti birtokokon történt, a templom illetve állami hivatalnokok irányításával. A felesleges élelmet nagy mennyiségben tárolták. A templomgazdaság önellátó egység volt. A termelő munkát a közrendű szabadok végezték, akik ezért terményben fizetséget kaptak.
A 3. évezredre a városok fokozatosan kiteljesedtek. Az uralkodók és politikai szervezetek óriási építkezéseket folytattak.

#### Akkád birodalom

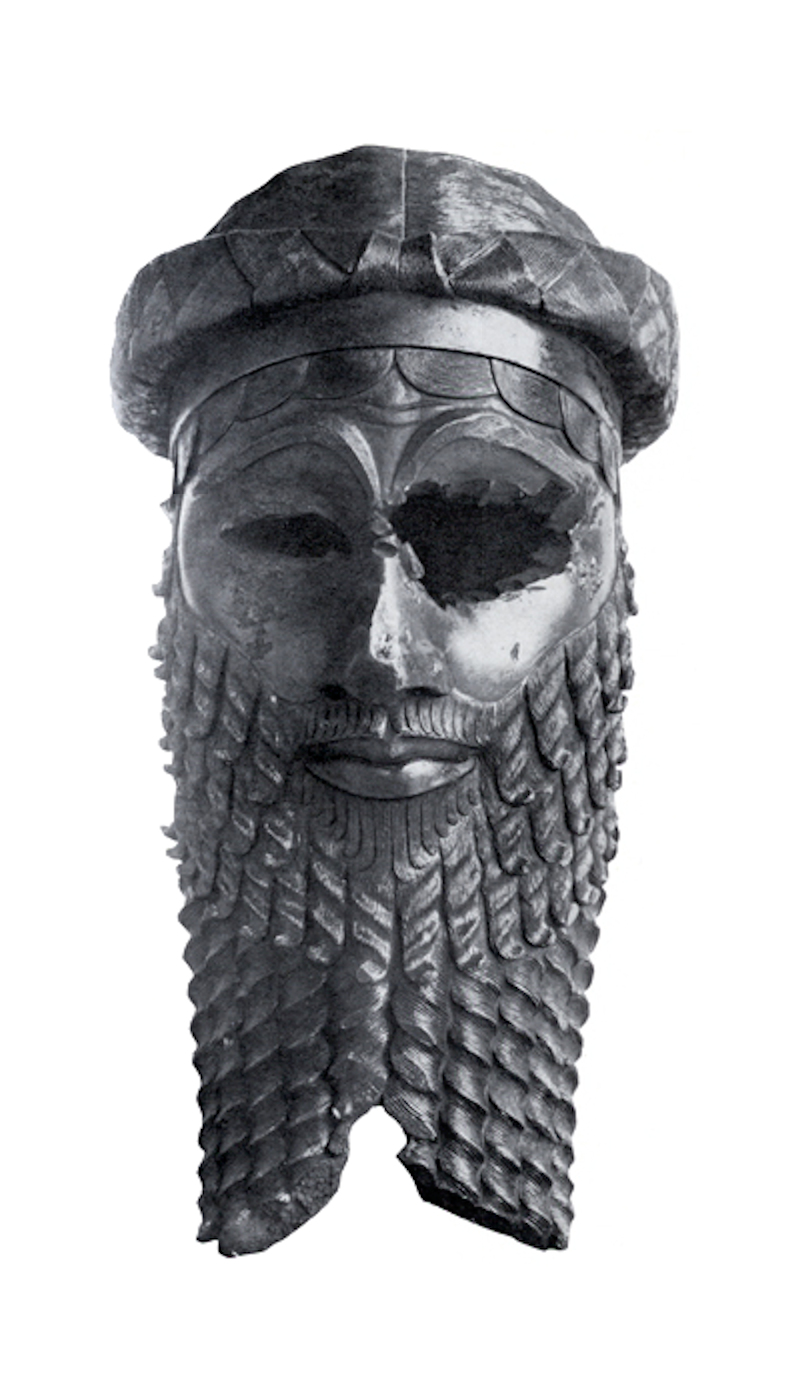
Sarrukin vagy Naram-Szín

Az i. e. 24. században Sarrukín megalapította az agadei vagy akkád dinasztiát Mezopotámiában, majd elfoglalva a sumer városállamokat egységesítette Mezopotámiát. A városfalakat leromboltatta, központi hadsereget toborzott, elfoglalt városai élére saját hivatalnokait állította. Ez volt az első korszak, amikor egyetlen városban központosították a hatalmat.
Az akkád sémi nép volt; az akkád nyelvről szóló írásos bizonyítékok kb. i. e. 2300-ból származnak. A sumer írást adminisztratív és irodalmi célokra használták, míg az akkádnál a tudomány volt előtérben. Ez a dinasztia az i. e. 2193-as guti hódításig uralta a területet, és uralkodói között olyan nagy királyok is voltak, mint például a magát elsőként istenné nyilvánító Narám-Szín.
Sumer nyelve és kultúrája összeolvadt a hódító akkádokéval. A két műveltség összeolvadásából létrejött az egységes mezopotámiai kultúra. Későbbi utódaik ezt vették át tőlük.
Sarrukín utódai nem voltak képesek egyben tartani ezt a kezdetleges államot, a nomád gutik támadásai szétzilálták, majd romba döntötték a birodalmat. Agade városát a földdel tették egyenlővé. Miután az utóbbi dinasztia uralma véget ért, különböző városállamok versengtek a hatalomért. Ugyanabban az időben a gutiknak hívott népcsoport áramlott le a Zagrosz-hegységből, és vette át a hatalmat egy rövid időre.

#### Sumer újjászületése

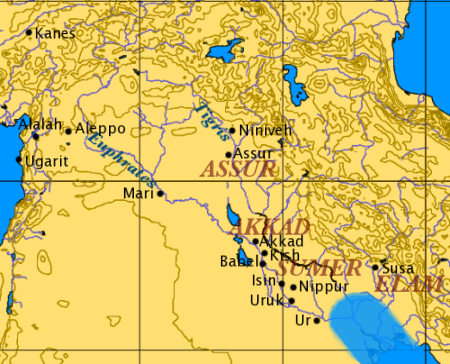
Az ókori Mezopotámia térképe (Babilon Babel néven)

A nomád nép, a gutik uralmának lázadás vetett véget Mezopotámiában. Ennek során falvakat, városokat fosztogattak, embereket öltek, nem gondozták az öntöző csatornákat. Agade romba döntésével Sumer új esélyt kapott arra, hogy ismét visszaállítsa korábbról ismert független államát. Elsősorban két város emelkedett ki, Íszín és Lagas. A térség végül Ur városállam hatalmába került, amikor megalapították a harmadik uri dinasztiát. Az ipari fejlődés soha nem látott szintre emelkedett a térségben. Híres uri uralkodók például Utu-hégál, Ur-Nammu és Sulgi, aki létrehozta az egyik legősibb ismert törvénykönyvet (a későbbi törvényalkotó, Hammurapi még híresebb). Ur enszijei megerősítették a központi hatalmat, felújították a régi csatornákat. Jelentősen befolyásolta a fejlődést az itt épült zikkurat. Ur tündöklése Agadéhoz hasonlóan ért véget, a betelepülő, portyázó nomád amarru törzseknek nem tudtak ellenállni; Ur városát porig rombolták. A sumer nép ezek után gyorsabban vegyült a betelepülő népekkel. Ezek után már nem követhető nyomon az elszigetelt sumer nyelv és kultúra.

### Óbabiloni birodalom
Az amarruk támadásai után Mezopotámiában több város emelkedett ki, amelyek közül Babilon (isten kapuja) vált a legfontosabb központtá. A város uralkodói ismét egységes központi hatalmat teremtettek egész Mezopotámiában. A kor legerősebb birodalma jött létre, amelyben i. e. 18. század körül élt a kor legnagyobb uralkodója, Hammurapi, aki törvénykönyvéről híres. Az i. e. 16. század elején újra beteljesedett a folyóköz sorsa: egy kis-ázsiai nép, a hettiták könnyű fegyverzetükkel és harci kocsijaikkal lerohanták a birodalmat. Babilont és a déli területeket a hettiták csak végigrabolták, de nem vonták fennhatóságuk alá, így ezt az elszikesedő vidéket a kassziták vezére szerezte meg.

### Asszíria
Kiemelkedő városai:
- Assur
- Ninive

Asszíria ókori történelmi régió volt Észak-Mezopotámiában, a Tigris és az Eufrátesz felső szakasza között. Ezen a vidéken nem Mezopotámiára jellemző alföldi táj terült el, hanem hegyek szabdalták a vidéket. A földművelésre öntözés nélküli technika jellemző, és legeltető állattartás. A hegyek ólomban és fában gazdagok voltak, ezért ezek váltak Asszíria legfőbb árucikkeivé. Katonai állammá válásában nagy szerepet játszott a kényszer.

### Peremterületek
A hurrik egy ismeretlen származású, indoárja hatásokat hordozó nép volt, akik Észak-Mezopotámiát és Anatólia délkeleti részét i. e. 1600 körül népesítették be és i. e. 1450 körül létrehoztak egy kisebb birodalmat, Mitannit kelet, észak és nyugat felé terjeszkedve, és egy időre adófizetésre kényszerítették a nyugati királyságokat, még a távoli Kaftit is (minószi Kréta) és nagy fenyegetést jelentettek az egyiptomi fáraó számára.
I. e. 1300 körül a hettiták és az asszírok felbomlasztották, majd elfoglalták Mitannit. A hettiták egy nyugat-indoeurópai népcsoport (a „kentum” nyelvcsaládból), akik Kis-Ázsia nagy részét leigázták fővárosukból Hattusas-ból (a mai Törökország) és még Egyiptomot is bevették.

### Újbabiloni Birodalom
Az asszírok ellen felkelő dél-mezopotámiaiak vezére alapította meg az Újbabilóniai Birodalmat. Legjelentősebb uralkodója II. Nabú-kudurri-uszur (Nabukodonozor), aki részt vett Ninive elpusztításában, majd elfoglalta Föníciát és Palesztinát. A birodalom átvette az asszírok birodalomszervező hagyományait és kegyetlen módszereit. Szamariából az asszírok, Palesztinából a babiloniak hurcolták el a zsidó lakosság egy részét (babiloni fogság, i. e. 6. század). A kegyetlen módszerek miatti elégedetlenség is szerepet játszott abban, hogy a perzsák könnyen megdöntötték a birodalmukat.

### Perzsa Birodalom

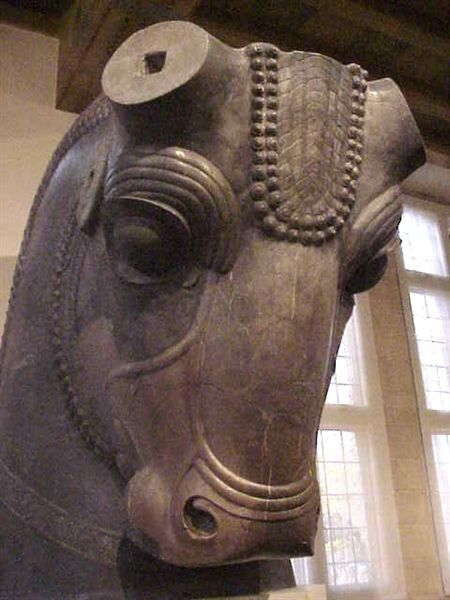
Perzsa bikafej a Kr. 5. századból

A régiónak akkor lett igazán nagy jelentősége, amikor az Akhaimenidák beolvasztották a Perzsa Birodalomba. Két alkirályságra osztották: délen volt Babilónia és északon Athura (Asszíriából). Ez idő alatt Perzsia a világ legnagyobb hatalma lett. A perzsák, akik kiváltak Babilonból és az iráni fennsíkon telepedtek le, mára visszavették ősi földjeiket, és uradalmuk alatt virágzott a matematika és asztronómia; ez később a görögökre lett nagyon jellemző.

### Későbbi történelem
Miután a makedónok Nagy Sándor vezetésével egész Perzsiát meghódították, a terület a Szeleukida Birodalom része lett. 
A hellenisztikus kor után Mezopotámia nagy része a perzsa Pártus Birodalom része lett. A Pártus Birodalom fővárosa Ktésziphón volt. Az északnyugati rész azonban római fennhatóság alá került. A tetrarchia időszaka alatt a terület két provinciára oszlott, Osroenére (Edessa környékén; nagyjából a mai Törökország és Szíria közötti határterületén) és Mesopotamiára (északkeletre).
A szászánidák vezette Újperzsa Birodalom idején, mely sokkal nagyobb volt, a mezopotámiai részt Del-e Iranshahr-nak, azaz „Irán szívének” hívták és fővárosa Ktésziphón volt. Szemben az ókori Szeleukeiával, mely a Tigris folyó nyugati partján feküdt, Perzsia fővárosa, a keleti parton, Mezopotámia területére esett.
Miután a korai kalifák az egész Perzsa Birodalmat egyesítették és még tovább növelték, Mezopotámia újra egyesült, ám két provinciaként kormányozták: Észak-Mezopotámia (Moszullal) és Dél-Irak (Bagdaddal; e várost a perzsák építették, majd később a kalifák fővárosa lett).

## Művészet
Mezopotámia művészete a nagy hódítások idején egybeolvadt a környező, hódító népek kultúrájával. Viszont amíg Mezopotámia városállamai önálló életet éltek addig fejlett és sokrétű művészet alakult ki.

### Építészet

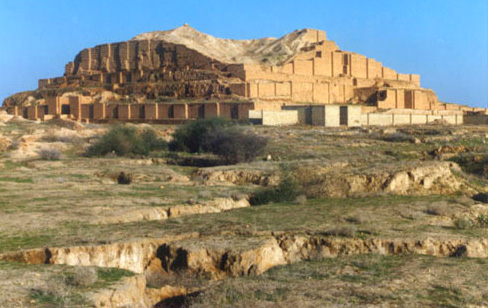
Ál-Untas-Napirisa (mai nevén Csogá Zanbil), amit az iráni Szúza városa közelségében az i. e. 13. században építtetett Untas-Napirisa elámi király, egyike a legjobb állapotban fennmaradt zikkuratoknak

Az ókori mezopotámiaiak már használtak égetett agyagból készült téglát, de csak a paloták építéséhez, a lakóházakhoz levegőn szárított téglát, ezen kívül nádat alkalmaztak. A téglákat kifestették így mozaikszerű mintákkal díszítették az épületeket. Alapozáshoz bitument kevertek ki. Hatalmas palotáikat fényűző lakosztályok és templomegyüttesek és fogadórészek jellemezték.
A zikkurat, más írásmód szerint ziqqurat (szó szerint: „kimagasló (építmény)”) a nagyobb mezopotámiai városok templomnegyedének középpontja. Hét, esetleg kilenc egyenetlenül csökkenő szintből álló toronyépület, amelyen az első emelet – rendszerint a torony dereka – kétoldalt lépcsőfeljárón közelíthető meg. Az emeletek mindegyike más-más színűre volt festve. Csupán a legfelső részt képezték ki szobává, itt őrizték az istenség szobrát, itt folytak le az évenként megismételt szertartások, s minden bizonnyal ez szolgált a zikkurat tetején folytatott csillagászati megfigyelések helyszínéül is. A leghíresebb zikkurat a babiloni Étemenanki, azaz „az ég és a föld alapjának temploma”. Ez az i. e. 2. évezred elején készült. A hettita invázióban erősen megrongálták, és az ókori írók által említett i. e. 6. századi újjáépítése kapott legendás hírt, egyes kutatók szerint ugyanis ehhez fűződik a Bibliából ismert „Bábel tornya” történet. Ez a zikkurat eredetileg Marduk kultuszhelye volt.

### Festészet
Fontos volt a festőművészet. A palotáikat díszítették vele. Kedvelt volt az épületek mozaikkal való díszítése.

### Zene
Zenéjükben különböző hangszereket használtak, például hárfát, lantot, lírát, cimbalumot, üstdobot, dobot, kereplőt, csörgőt, fuvolát, nádsípot. A zene összekapcsolódott az énekléssel és a tánccal. Zenéjükben főleg a ritmus játszott nagy szerepet.

## Vallás
Az őshonos vallások közé a sumer, az akkád, az asszír és babilóniai vallás tartozik, az ókori Mezopotámia vallása alatt is elsősorban ezeket értjük, időben a Kr. e. 4. évezred és Kr. u. 400 között, mielőtt népei tömegesen felvették a kereszténységet.